# اسمار گوارنلی
اسمار گوارنلی (انگلیسی: Osmar Guarnelli؛ زادهٔ ۱۸ فوریهٔ ۱۹۵۲) بازیکن فوتبال اهل برزیل است.
از باشگاه‌هایی که در آن بازی کرده‌است می‌توان به باشگاه فوتبال بوتافوگو و باشگاه فوتبال اتلتیکو مینیرو اشاره کرد.
وی همچنین در تیم ملی فوتبال برزیل بازی کرده‌است.